# D·N·Angel
D·N·Angel (japanisch ディー・エヌ・エンジェル Dī·Enu·Enjeru) ist eine fortlaufende Manga-Serie der japanischen Zeichnerin Yukiru Sugisaki. Der Fantasy-Manga, der von 1997 bis 2021 erschien und sich dem Shōjo-Genre zuordnen lässt, umfasst über 3400 Seiten und wurde unter anderem als Anime-Fernsehserie verfilmt. Das Werk handelt von einem Schüler, der sich in einen Kunstdieb verwandelt, sobald er romantische Gefühle hegt.

## Handlung
Der 14-jährige Junge Daisuke Niwa (丹羽 大助) ist schüchtern, ein bisschen tollpatschig, zurückhaltend und in seine Mitschülerin Risa Harada (原田 梨紗) verliebt. Doch diese lehnt ihn ab, weil er ihr zu langweilig ist. Doch an ebendiesem vierzehnten Geburtstag wird Daisuke von seiner Familie offenbart, dass er als erster männlicher Nachfolger der Generation sich von nun an in den Meisterdieb Dark Mousy verwandelt, wenn er beim Gedanken an seine Liebste Herzklopfen bekommt. Dies geht erst zu Ende, wenn er sich seiner Liebe offenbart und diese seine Gefühle erwidert. Umgekehrt verwandelt sich Dark in Daisuke, wenn er an das Mädchen denkt, in das er sich verliebt hat. So leben von nun an zwei Geister in Daisuke, und dieser soll bis zum Ende dieses Zustandes Kunstwerke stehlen, worauf er von seiner Familie bereits vorbereitet wurde. Dark trat seit dem Mittelalter immer wieder auf, als der erste männliche Nachfolger einer Generation der Niwas 14 Jahre alt wurde, und wurde so zu einem legendären Kunstdieb. Doch vor Daisuke war er 40 Jahre lang verschwunden, da sein Großvater nur eine Tochter hatte.
Nach dem ersten Raub kommt es dazu, dass sich Dark in Riku Harada (原田 梨紅), der Zwillingsschwester von Risa, verliebt. Doch diese ist heimlich in Daisuke verliebt und beginnt, Dark zu hassen. Während die Polizei ihre Ermittlungen gegen Dark aufnimmt, verliebt sich Risa in Dark. Daisuke und Dark kommen immer wieder in Konflikte, auch weil beide so verschieden sind. Schließlich taucht auch noch Satoshi Hiwatari (日渡 怜) auf, ein Mitschüler Daisukes, der sich in Krad, den Gegenspieler Darks, der ihn töten will, verwandelt. Krad wird durch die Mitglieder der Familie Hikari durch die Generationen weitergegeben. Als Satoshi aber scheint er Gefühle gegenüber Daisuke zu hegen.

## Konzeption
Thema des Werks ist vor allem der Gegensatz und Kampf zwischen Gut und Böse, einerseits zwischen Daisuke und Dark und andererseits zwischen Dark und Krad. Dem schüchternen Daisuke steht der selbstbewusste und verwegene Dark gegenüber, während Dark und Krad jeweils in der Tradition ihrer Familie kämpfen. Während die Geschichte zu Beginn vor allem eine romantische Komödie ist, entwickelt sie sich später zur märchenhaften Fantasy.

## Veröffentlichungen
D·N·Angel war zunächst als Kurzgeschichte geplant, wurde jedoch dann verlängert. Der Manga erschien Japan von November 1997 bis 22. Januar 2021 (Ausgabe 3/2021) in Einzelkapiteln im Manga-Magazin Asuka des Verlags Kadokawa Shoten. Der Mange pausierte zwischen 2005 und April 2008 sowie 2011 und dem 24. Mai 2018. Die Kapitel wurden auch in 20 Sammelbänden (Tankōbon) zusammengefasst, wobei diese ab Band 16 nur digital erschienen und Band 19 und 20 am 24. Juni 2021 zusammen veröffentlicht wurden. Zwischen dem 22. Januar und 24. Mai 2021 erschien zudem die Neuausgabe D·N·Angel New Edition in 10 Bänden.
Der Manga wurde von Carlsen Comics auf Deutsch verlegt, jedoch mit dem 15. Band abgebrochen. Die von Ann Kimminich ins übersetzten Sammelbände erschienen von Dezember 2001 bis Januar 2012. Eine Neuauflage unter dem Titel D·N·Angel Pearls erscheint seit September 2023 in Doppelbänden; bisher sind neun von zehn geplanten Bänden erhältlich (Stand August 2025). Die Serie erschien auf Englisch bei Tokyopop, auf Spanisch bei Grupo Editorial Vid und auf Französisch bei Glénat. Er wurde unter anderem auch ins Chinesische, Italienische, Schwedische und Polnische übersetzt. 

## Adaptionen

### Anime
2003 produzierte das Studio Xebec unter der Regie von Koji Yoshikawa und Nobuyoshi Habara eine Anime-Fernsehserie zum Manga. Das Charakterdesign wurde entworfen von Shin’ichi Yamaoka, die künstlerische Leitung hatte Yoshimi Umino inne. Die Computeranimationen entstanden unter der Leitung von Junki Honma, die Tonarbeiten leitete Yota Tsuruoka und für die Kameraführung war Katsutoshi Hirose verantwortlich. Als Produzenten fungierten Atsushi Itou, Susumu Matsuyama und Taihei Yamanishi.
Die 26-teilige Serie wurde vom 3. April bis zum 25. September 2003 durch den japanischen Fernsehsender TV Tokyo, sowie den Schwestersendern TV Ōsaka, TV Aichi, TVQ Kyūshū, TV Hokkaidō, TV Setouchi, dem unabhängigen Sender Gifu Hōsō und per Satellit landesweit auf BS Japan ausgestrahlt. Der Anime wurde auf Englisch von Animax-asia und The Anime Network und in Tagalog von den Sendern Hero und QTV Channel 11 ausgestrahlt. Die Serie wurde unter anderem auch ins Französische und Spanische übersetzt.

#### Synchronisation
| Rolle            | japanischer Sprecher (Seiyū) |
| ---------------- | ---------------------------- |
| Daisuke Niwa     | Miyu Irino                   |
| Dark Mousy       | Ryōtarō Okiayu               |
| Risa Harada      | Masumi Asano                 |
| Riku Harada      | Sara Nakayama                |
| Satoshi Hiwatari | Akira Ishida                 |
| Emiko Niwa       | Sakiko Tamagawa              |
| Daiki Niwa       | Takeshi Aono                 |
| Krad             | Takeshi Kusao                |

#### Musik
Die Musik der Serie wurde von Takahito Eguchi und Tomoki Hasegawa komponiert. Als Vorspanntitel verwendete man in der japanischen sowie der englischen Version Byakuya – True Light (白夜〜True Light〜) von Shun’ichi Miyamoto. Die englische Variante dieses Liedes mit dem Namen True Light stammt von Vic Mignogna.
Abspannlieder sind:
- Yasashii Gogo (やさしい午後) von Minawo (Folgen 2–12)
- Hajimari no hi (はじまりの日) von Minawo (Folgen 13–23, 25)
- Caged Bird von Shun’ichi Miyamoto (Folge 24)
- Michishirube (道標) von Shun’ichi Miyamoto (Folge 26)

### Light Novel
Bei Kadokawas Light-Novel-Imprint Kadokawa Teens Ruby Bunko erschien eine von Junko Okazaki verfasste Romanadaption des Manga. Die drei Bände wurden im September 1999 (ISBN 4-04-438401-0), Februar 2000 (ISBN 4-04-438402-9) und September 2000 (ISBN 4-04-438403-7) veröffentlicht. Eine Neuausgabe (ISBN 4-04-444901-5, ISBN 4-04-444902-3 und ISBN 4-04-438403-7) folgte im September 2001 beim Schwester-Imprint Kadokawa Ruby Bunko.
Zusätzlich wurde auch die Animeserie als Roman unter dem Titel D·N·Angel – TV Animation Series adaptiert. Diese wurde von Arisa Maki geschrieben und erschien in zwei Bänden im Juli und September 2003 (ISBN 4-04-447102-9 und ISBN 4-04-447103-7) bei Kadokawa Ruby Bunko.

### Videospiel
Im September 2003 erschien in Japan ein Spiel für die Konsole Playstation 2 zum Manga unter dem Titel D.N.Angel – Kurenai no Tsubasa. Das Spiel wurde von der Firma Takara produziert und handelt vom Diebstahl eines Kunstwerks.

## Erfolg und Rezeption
Die ersten elf Bände verkauften sich in Japan ca. 4 Millionen Mal, alle Bände bis 2021 4,5 Millionen Mal. Die deutsche Fassung gilt ebenfalls als kommerziell erfolgreich, da sich die Sammelbände in ihrem Erscheinungsmonat meist in den Charts der meistverkauften Mangas in deutschen Buch- und Comicläden platzierten. Auch die amerikanische Veröffentlichung war erfolgreich, die Bände waren mehrmals unter den zehn bestverkauften Comics.
Laut Jason Thompson zeigt der Manga einen glatten, routinierten Stil, der alle von Animes vertrauten Klischees erfülle. Wären nicht die Shōjo-typischen schwebenden Federn und Muster als Stimmungsmarker, würde der Stil als gänzlich zielgruppenneutral durchgehen. Für jüngere Leser sei es eine „süße Serie“ fast ohne sexuelle Inhalte, aber ältere, erfahrenere Leser würden kaum mehr als die erwartbaren Klischees bekommen. Die Fachzeitschrift AnimaniA schreibt beim Manga von einem „niedlichen Stil“. Auch dunklere Szenen seien durch gezielten Einsatz von Rasterfolie freundlich gelungen. Durch die unfreiwilligen Verwandlungen und peinlichen Situationen entstehe viel Komik. Auch wenn keine allzu große Spannung aufkomme, sei der Manga lesenswert. Zu Anfang wirke die Geschichte jedoch, da zunächst als Kurzgeschichte geplant, überhastet und verwirre leicht. Erste dramatische Szenen endeten recht abrupt.
Der „wunderschöne Zeichenstil“ des Mangas sei im Anime gut umgesetzt worden, so die MangasZene. Mit den inhaltlichen Abweichungen von der Vorlage könne man gut leben und die Computeranimationen seien „sichtbar, aber nicht allzu störend eingesetzt“ worden. So sei D·N·Angel ein sehenswerter Anime, der sich auch für männliche Zuschauer lohne. Laut AnimaniA sind die Animationen und Computergrafiken des Animes „hervorragend“ und fügten sich gut in das Gesamtbild. Die Handlung des Mangas sei nur teilweise übernommen, was jedoch einem ausgewogeneren Verhältnis der Handlungselemente zugutekäme. Die Musik sei atmosphärisch passend und das Charakterdesign gelungen. Das Videospiel sei jedoch trotz einiger positiver Momente durch die Ideenlosigkeit enttäuschend.